# 신토메이 고속도로
신토메이 고속도로(일본어: 新東名高速道路 신토오메에코오소쿠도오로[*], 신동명고속도로)는 일본 가나가와현 에비나시의 '에비나미나미 분기점'(가칭, 건설 중)부터 시즈오카현을 경유하여 아이치현 도요타시에 있는 도요타히가시 분기점(접속되지 않았음)간을 잇는 고속도로(고속 자동차 국도)이다.
법적 정식 노선명은 제2 도카이 자동차도(일본어: 第二東海自動車道 다이니토카이지도샤도[*])이다.
2012년 4월 14일에 일부 구간인 고텐바 분기점과 밋카비 분기점 구간이 개통하였다.

## 개요
도메이 고속도로과 병행하는 고속도로로 계획되었다. 신메이신 고속도로와 함께 도쿄, 나고야, 오사카를 잇는 새로운 고속도로망을 짓는다는 계획이다.

## 주요 접속 도로
- 도메이 고속도로